# Tschetschenen

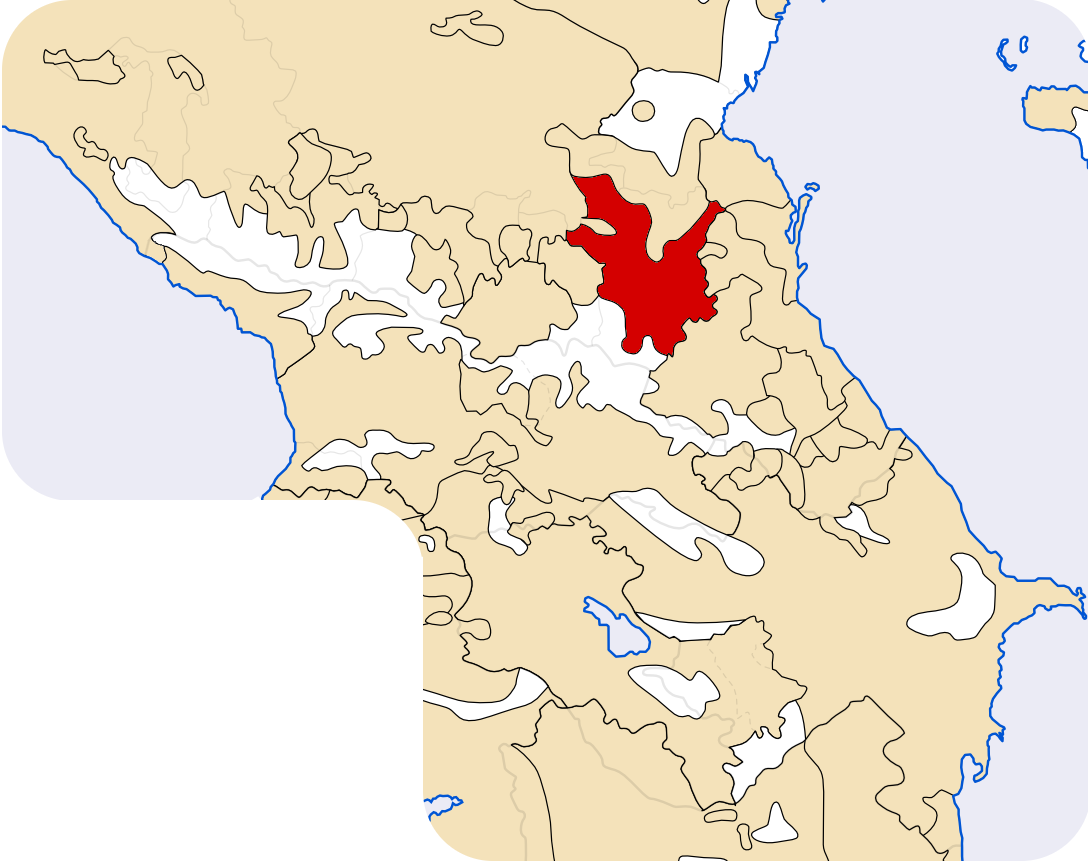
Hauptsiedlungsgebiet der Tschetschenen in Kaukasien

Die Tschetschenen (Selbstbezeichnung tschetschenisch нохчий nochtschij in verbreiteten Dialektvarianten und im alt-tschetschenischen auch нахчий nachtschij) sind eine Bevölkerungsgruppe im Nordkaukasus. Mit ihren sprachlich und kulturell eng verwandten Nachbarn, den Inguschen, werden sie in die ethnologische Gruppe der Wainachen eingeordnet. Ihre Sprache, das Tschetschenische, gehört zusammen mit der inguschischen Sprache zum wainachischen Zweig innerhalb der nachischen Sprachen der nordostkaukasischen Sprachfamilie. Die Tschetschenen gehören in ihrer großen Mehrheit dem sunnitischen Islam an.

## Etymologie
Das Exonym der Tschetschenen stammt aus dem zentralen Gebiet Tschetscheniens, in welcher zahlreiche Dörfer diesen Namen trugen. Der Begriff ist nachischen Ursprunges und leitet sich von dem Worte che (dt. innen) ab. Gemeinsam mit dem Suffix -cha/-chan ergibt es den Begriff Chechan, was als "innerhalb des Territoriums" übersetzt werden kann.
Die Eigenbezeichnung der Tschetschenen nochtschij/nachtschij bildet sich aus Nakh (dt. Leute) und Chuo (dt. Gebiet). Diese Bezeichnung wurde historisch auch für das Volk der Inguschen verwendet, welche sich mittlerweile gemeinsam mit den Tschetschenen jedoch als Wainach (dt. unsere Leute) bezeichnen. Der Grund hierfür liegt in der Sowjetischen Ethnographie. Erstmals wurde der Begriff 1928 verwendet und ab den 1960ern aktiver eingeführt.

## Siedlungsraum
Anfang der 1990er Jahre lebten 76,7 % der Tschetschenen in der sowjetischen Tschetscheno-Inguschischen Republik, die 1991 in Tschetschenien und Inguschetien aufgeteilt wurde. Diese Trennung wurde bei der Auflösung der Sowjetunion beibehalten. Bei der Volkszählung von 2010 bildeten die Tschetschenen mit 95,3 % (1.206.551) die größte Volksgruppe in der russischen Teilrepublik Tschetschenien. Im gesamten Russland ermittelte die Volkszählung 2010 1.431.360 Tschetschenen. Während des Kaukasuskriegs von 1817 bis 1864 flohen viele Tschetschenen vor ethnischen Säuberungen, dem Völkermord an den Tscherkessen, der im Zuge der Annexion von Tschetschenien an das russisches Kaiserreich in ihrer Heimat ausgeführt wurde, mit den Tscherkessen in das osmanische Reich. In der Türkei besteht deswegen mit etwa 70.000 Personen eine tschetschenische Diasporagemeinde. Im Zuge ethnischer Deportationen in der Sowjetunion wurden mehrere hunderttausend Tschetschenen in verschiedene Landesteile Russlands und nach Zentralasien (besonders in die Kasachische SSR) deportiert, kehrten bis in die 1960er Jahre aber zurück. Mit dem Ersten–  und Zweiten Tschetschenienkrieg flohen abermals Zehntausende aus Tschetschenien, insbesondere nach Inguschetien und ins Pankissi-Tal in Georgien. Auch in den ersten zwei Jahrzehnten des 21. Jahrhunderts vergrößerte sich besonders in Europa die Tschetschenische Diaspora.

## Frühere Geschichte

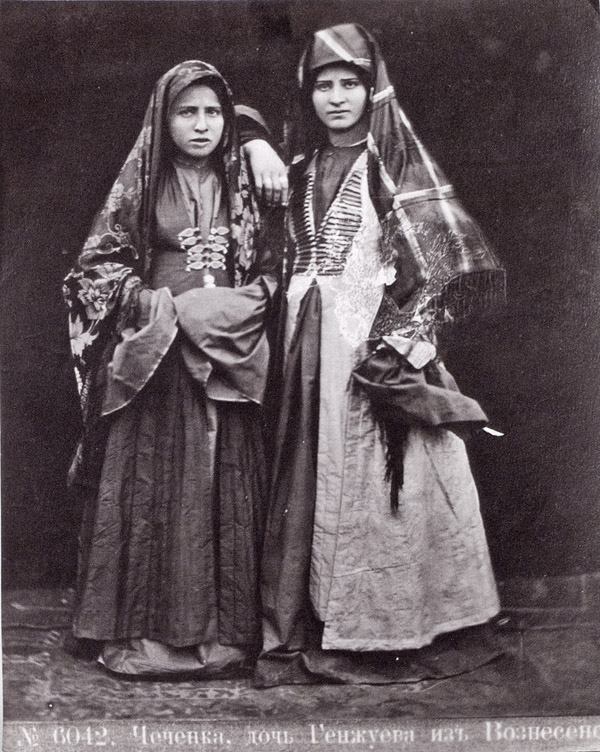
Tschetschenische Frauen um 1900

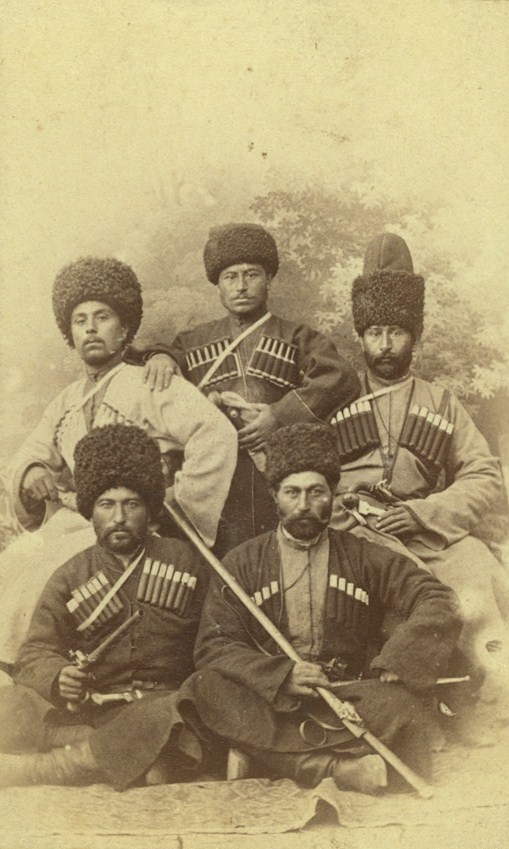
Tschetschenische Männer Ende des 19. Jahrhunderts

Die Ursprünge der Tschetschenen und Inguschen liegen weitgehend im Dunkeln. Nach archäologisch nicht zu belegenden Theorien gingen beide Völker aus den Hurritern hervor. Danach wären hurritische Stämme nach der Zerschlagung des Mittanireiches in den unwegsamen Kaukasus abgewandert und hätten sich dort mit den Angehörigen der sogenannten Koban-Kultur vermischt, daraus seien die Wainachen entstanden. Götterstatuen und Kurgane in unwegsamen Tälern zeugen heute noch von der frühen Periode der wainachischen Kultur.

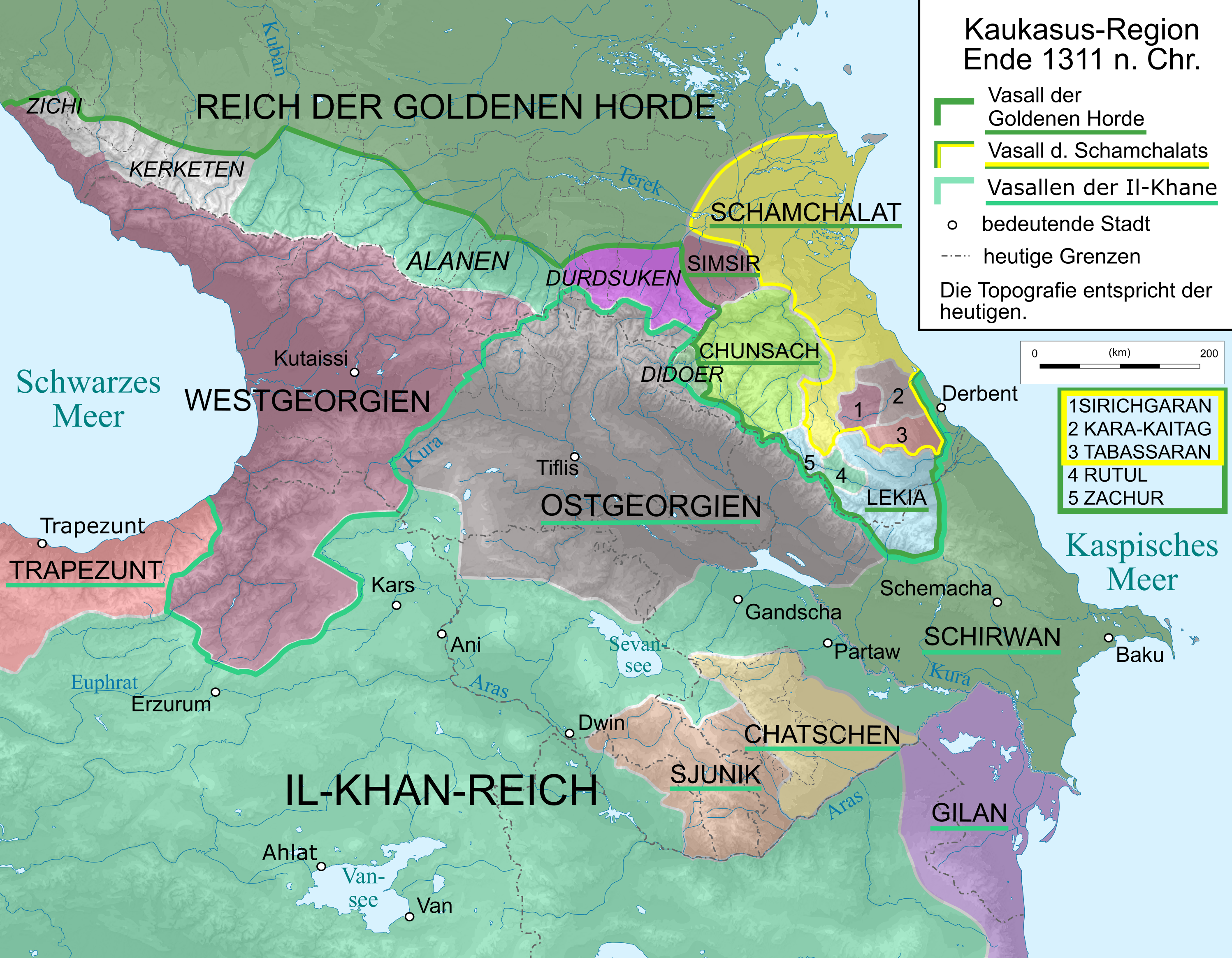
Siedlungsgebiet der staatenlosen Durdsuken (violett) mit dem Khanat Simsir (braun) in Kaukasien 1311

In der Antike und im frühen Mittelalter wurde das Siedlungsgebiet der Wainachen zum Berührungspunkt verschiedener expandierender Reiche: In den Höhenlagen bestand vorübergehend das Khanat Simsir, in der nördlichen Ebene herrschten die Alanen, denen es vorübergehend gelang, die Wainachen zu unterwerfen. Dabei wurden die Alanen für einige Jahrhunderte sesshaft und übernahmen Elemente der wainachischen Kultur. Darüber hinaus wurden die Römer in der Region aktiv, später das sassanidische Persien die arabischen Kalifate, die Chasaren sowie verschiedene Nomadenstämme. Im Lauf der Jahrhunderte veränderte sich das wainachische Siedlungsgebiet entsprechend der Bedrohungslage: In friedlichen Zeiten expandierten die Wainachen in die Ebene im Norden des Kaukasus, wenn Krieg war, zogen sich die Menschen in befestigte Siedlungen in den Bergen zurück. Sie besetzten damit eine wichtige strategische Position, da mehrere Handelswege durch den Kaukasus führten.

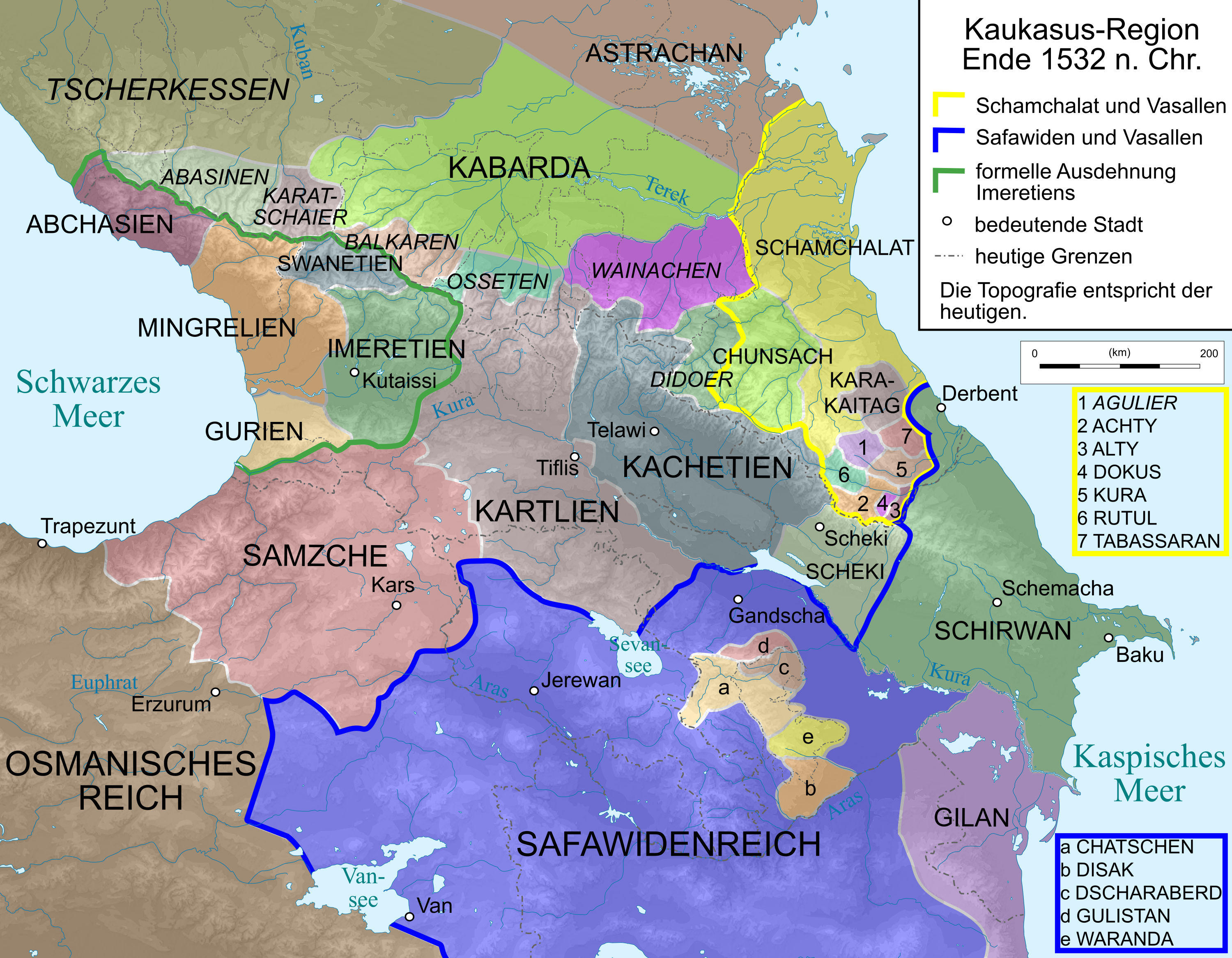
Siedlungsgebiet der unabhängigen Wainachen in Kaukasien 1530 neben dem Fürstentum Kabarda

Beginnend ab dem 10. Jahrhundert wurden die Wainachen von Georgien aus teilweise christianisiert. In dieser Zeit entstanden neben Kirchen auch zahlreiche Wohn- und Verteidigungstürme. Die niemals vollständige Christianisierung fand im 13. Jahrhundert ihren Abschluss. Georgische Quellen des Mittelalters und der Frühen Neuzeit bis ins 18. Jahrhundert bezeichnen das Siedlungsgebiet der Tschetschenen/Wainachen als Dudzuketi oder Dzudzuketi (=Land der Dursuken/Dsurdsuken). Als kurz darauf der Mongolensturm den Kaukasus erreichte, sahen sich die Wainachen zu einem neuerlichen Rückzug in die Berge gezwungen. Nach dem Zerfall des Timuridenreiches expandierten die Wainachen wieder in die Ebenen. Etwa zu dieser Zeit spalteten sie sich vermutlich in Tschetschenen und Inguschen auf. Die westlichen Inguschen gerieten zeitweilig unter die Oberherrschaft des Fürstentums Kabarda der tscherkessischen Kabardiner bzw. waren mit ihm assoziiert, während die Tschetschenen unabhängig blieben.
Die Tschetschenen (und Inguschen) entwickelten eine Stammesgesellschaft mit starken Tendenzen zur Aufsplitterung. Die Bildung eines gemeinsamen Staates gelang nie, nach dem Untergang des Khanats Simsir bildeten die Wainachen kein Staatswesen mehr und besaßen im Gegensatz zu vielen benachbarten Ethnien keinen internen Adel.
Vom 16. Jahrhundert bis zum letzten Drittel des 18. Jahrhunderts konvertierten die Tschetschenen schrittweise zum Islam, pflegten aber noch bis ins 19. Jahrhundert meistens einen Synkretismus mit vorislamischen, heidnischen und christlichen Elementen. An der Grenze zu Georgien gibt es mehrere Plätze, wo heute Kirchenruinen stehen, die bis ins 19. Jahrhundert als sakrale Wallfahrtsorte verehrt wurden. Unter den Tschetschenen setzte sich dann der Sufismus als Richtung des Islam durch. Mit dem Zerfall der Sowjetunion etablierte sich in einer Minderheit der tschetschenischen Gesellschaft ein radikalisierter politischer Islamismus, der auch den Sufismus bekämpft.

## Spätere Geschichte
- Siehe tschetschenische Geschichte